# Órbita de Mólniya

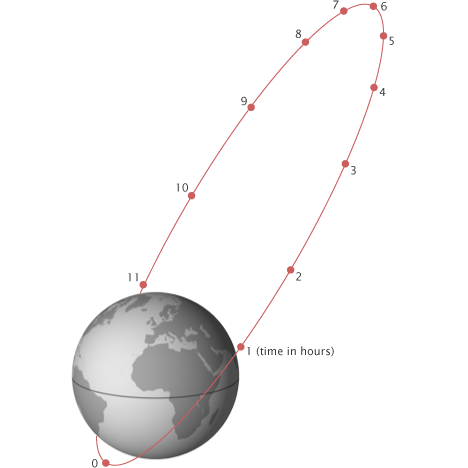
La órbita de Mólniya con una inclinación característica de 63,4º. Por lo general, el período comprendido entre el perigeo +2 horas a perigeo +10 horas se utiliza para transmitir al hemisferio norte (operativo aproximadamente ocho horas).

Una órbita de Mólniya (en ruso: Молния,IPA: [ˈmolnʲɪjə], "Relámpago") es un tipo de órbita satelital diseñada para proporcionar comunicaciones y cobertura de detección remota en latitudes altas. Es una órbita altamente elíptica con una inclinación de 63,4 grados, un argumento de perigeo de 270 grados y un período orbital de aproximadamente medio día sideral. El nombre proviene de los satélites Mólniya, una serie de satélites de comunicaciones civiles y militares soviéticos/rusos que han utilizado este tipo de órbita desde mediados de la década de 1960. 

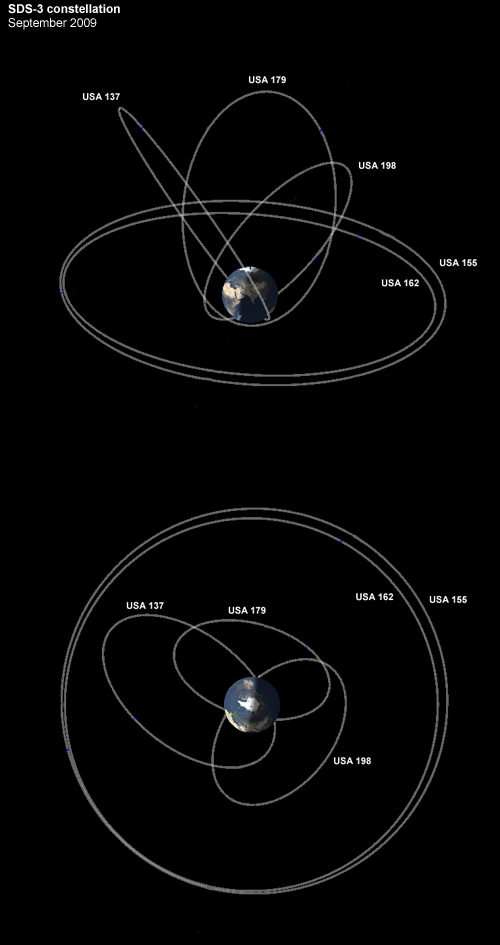
La constelación SDS, que utiliza satélites en una mezcla de órbitas geoestacionarias y Mólniya. La constelación de satélites en órbita de Mólniya utiliza tres satélites en diferentes planos orbitales, con apogeos comparables a los de los satélites geoestacionarios.

La órbita de Mólniya tiene un largo tiempo de permanencia sobre el hemisferio de interés, mientras se mueve muy rápidamente sobre el otro. En la práctica, esto lo ubica sobre Rusia o el norte de Estados Unidos para la mayoría de su órbita, proporcionando un alto ángulo de visión para los satélites de comunicaciones y monitoreo que cubren estas áreas de alta latitud. Las órbitas geoestacionarias, que están necesariamente inclinadas sobre el ecuador, solo pueden ver estas regiones desde un ángulo bajo, lo que dificulta el rendimiento. En la práctica, un satélite en una órbita de Mólniya tiene el mismo propósito para altas latitudes que un satélite geoestacionario para regiones ecuatoriales, excepto que se requieren múltiples satélites para una cobertura continua.
Los satélites ubicados en las órbitas de Mólniya se han utilizado para la transmisión de televisión, telecomunicaciones, comunicaciones militares, retransmisión, monitoreo del clima, sistemas de alerta temprana y algunos fines clasificados.

## Historia
La órbita de Mólniya fue descubierta por científicos soviéticos en la década de 1960 como una alternativa de comunicaciones de alta latitud a las órbitas geoestacionarias, que requieren grandes energías de lanzamiento para lograr un alto perigeo y cambiar la inclinación a orbitar sobre el ecuador (especialmente cuando se lanza desde las latitudes rusas). Como resultado, OKB-1 buscó una órbita menos exigente de energía. Los estudios encontraron que esto podría lograrse utilizando una órbita altamente elíptica con un apogeo sobre territorio ruso. El nombre de la órbita se refiere a la velocidad del "rayo" con la que el satélite pasa a través del perigeo.
El primer uso de la órbita de Mólniya fue por la serie de satélites de comunicaciones del mismo nombre. Después de dos fallas de lanzamiento y una falla de satélite en 1964, el primer satélite exitoso en usar esta órbita, Mólniya 1-1, se lanzó el 23 de abril de 1965. Los primeros satélites Mólniya-1 se utilizaron para la televisión civil, las telecomunicaciones y las comunicaciones militares de largo alcance, pero también estaban equipados con cámaras utilizadas para monitorear el clima y posiblemente para evaluar áreas despejadas para los satélites espías Zenit. Los satélites originales de Mólniya tuvieron una vida útil de aproximadamente 1,5 años, ya que sus órbitas fueron interrumpidas por perturbaciones, y tuvieron que ser reemplazados constantemente.
La siguiente serie, la Mólniya-2, proporcionó transmisión tanto militar como civil y se utilizó para crear la red de televisión Orbita, que abarca la Unión Soviética. Estos a su vez fueron reemplazados por el diseño Mólniya-3. Un satélite llamado Mayak fue diseñado para complementar y reemplazar los satélites Mólniya en 1997, pero el proyecto fue cancelado, y el Mólniya-3 fue reemplazado por los satélites Meridian, el primero de los cuales se lanzó en 2006. Los satélites soviéticos de alerta temprana US-K, que vigilan los lanzamientos de cohetes estadounidenses, se lanzaron en las órbitas de Mólniya desde 1967, como parte del sistema Oko.
Desde 1971, los satélites militares Jumpseat y Trumpet estadounidenses se lanzaron a las órbitas de Mólniya (y posiblemente se utilizaron para interceptar las comunicaciones soviéticas desde los satélites de Mólniya). La información detallada sobre ambos proyectos sigue clasificada en 2019. Esto fue seguido por la constelación estadounidense de SDS, que opera con una mezcla de Mólniya y órbitas geoestacionarias. Estos satélites se utilizan para retransmitir señales de satélites de vuelo más bajo a las estaciones terrestres en los Estados Unidos y han estado activos en cierta capacidad desde 1976. Una constelación de satélites rusos llamada Tyulpan fue diseñada en 1994 para soportar comunicaciones en latitudes altas, pero no progresó más allá de la fase de planificación.
En 2015 y 2017, Rusia lanzó dos satélites Tundra en una órbita de Mólniya, a pesar de su nombre, como parte de su sistema de alerta temprana EKS.

## Propiedades
Para apogeos estacionarios, el periodo orbital debe dividir 24 horas en partes iguales. Un periodo orbital de 12 horas da dos apogeos (es decir, cuando el satélite llega al apogeo está siempre sobre uno de los dos puntos fijos en la Tierra) y dos perigeos; un periodo orbital de 6 horas dará lugar a cuatro perigeos y cuatro apogeos.
La gran inclinación orbital permite que el apogeo se sitúe cerca del polo norte o sur (los rusos, canadienses o suecos procurarán que el apogeo caiga cerca del Polo Norte), lugar donde la cobertura de un satélite geoestacionario es pobre o inexistente. En general, la desviación de la esfericidad terrestre perturba el argumento del perigeo, de forma que aunque éste se sitúe cerca de un polo, se estará moviendo lentamente a menos que se corrija la órbita del satélite con los correspondientes encendidos. Para evitar este gasto de combustible, la órbita Mólniya usa una inclinación de 63,4°, ángulo en el cual la perturbación es nula.

## Uso en satélites de comunicaciones
La órbita Mólniya permite una cobertura completa de las regiones polares usando, por cada órbita, 3 satélites. Con los satélites equidistantes, en cualquier momento al menos un satélite se encontrará sobre cualquier región, con al menos un satélite cerca del apogeo y otro pasando por el perigeo. El primer satélite que usó esta órbita fue el Mólniya 1-01, lanzado el 23 de agosto de 1965.
El inconveniente principal de este sistema es que exige dos antenas de rastreo en las estaciones de tierra: la distancia entre la estación y el satélite cambia continuamente, por lo que la potencia recibida (y la frecuencia en recepción, debido al efecto Doppler) varían. Esto exige una programación previa que permita comunicar simultáneamente a las estaciones de tierra cuando deben cambiar de satélite. Además, dado que la altitud del satélite varía, el haz de cobertura también es variable. Los satélites Mólniya llevan una antena de rastreo que debe permanecer orientada hacia las estaciones de tierra operativas.
Algunos satélites estadounidenses han usado órbitas Mólniya, como el conjunto de satélites "Satellite Data System".

## Otros usos
Una órbita Mólniya no es adecuada para naves tripuladas, al atravesar los cinturones de radiación de Van Allen 2 veces en cada órbita, es decir 4 veces al día.
De acuerdo con algunas fuentes, el Sistema de bombardeo de órbita fraccionada soviético funcionaba imitando un satélite en órbita Mólniya. Los satélites Jumpseat, usados por la inteligencia militar estadounidense, junto con sus sucesores llamados Trumpet, usaron también órbitas Mólniya.

## Derivación
Para asegurarse de que la posición del apogeo no se viera afectada por las perturbaciones orbitales, se eligió una inclinación de 63,4º. Como resultado, el argumento del perigeo permanece casi constante durante largos períodos.
La desviación diaria del argumento del perigeo se rige por:
{\displaystyle \Delta \omega _{diario}=4.98^{\circ }\left({\frac {R_{E}}{a}}\right)^{\frac {7}{2}}{\frac {5\cos ^{2}i-1}{\left({1-\varepsilon ^{2}}\right)^{2}}}}
donde:
- {\displaystyle R_{E}\,} es el radio terrestre,
- {\displaystyle a\,} es la longitud del semieje mayor,
- {\displaystyle i\,} es la inclinación, y
- {\displaystyle \varepsilon \,} es la excentricidad orbital.

La ecuación se iguala a cero con una inclinación de 63,4 grados. Una órbita diseñada de esta manera se llama órbita congelada.

### Diagramas
| |
| Figura 4: Una constelación de tres naves espaciales Mólniya que prestan servicios para el hemisferio norte. P es el período orbital. Una línea verde corresponde al servicio para Asia y Europa con la visibilidad de las figuras 6–8. Una línea roja corresponde al servicio para América del Norte con la visibilidad de las figuras 9-11. |

| |
| Figura 5: Zonas de iluminación (al menos 10° de elevación) desde una órbita de Mólniya. En apogeo, se aplica la zona de iluminación verde. A las tres horas antes o después del apogeo, se aplica la zona roja. A las cuatro horas antes o después del apogeo, se aplica la zona azul. El plano de la figura es el plano longitudinal del apogeo que gira con la Tierra. En el período de ocho horas centrado en el pasaje del apogeo, el plano longitudinal está casi fijo, la longitud del satélite varía solo ±2.7°. Las vistas de la Tierra desde estos tres puntos se muestran en las figuras 6-11. |

| |
| Figura 6: Vista de la Tierra cuatro horas antes del apogeo desde una órbita de Mólniya bajo el supuesto de que la longitud del apogeo es 90° E. La nave espacial está a una altitud de 24 043 km sobre el punto 92,65° E 47,04° N. |

| |
| Figura 7: Vista de la Tierra desde el apogeo de una órbita de Mólniya bajo el supuesto de que la longitud del apogeo es de 90° E. La nave espacial está a una altitud de 39,867 km sobre el punto 90° E 63,43° N. |

| |
| Figura 8: Vista de la Tierra cuatro horas después del apogeo desde una órbita de Mólniya bajo el supuesto de que la longitud del apogeo es de 90°E. La nave espacial se encuentra a una altitud de 24 043 km sobre el punto 87,35° E 47,04° N |

| |
| Figura 9: Vista de la Tierra cuatro horas antes del apogeo desde una órbita de Mólniya bajo el supuesto de que la longitud del apogeo es 90° O. La nave espacial está a una altitud de 24 043 km sobre el punto 87,35° O 47,04° N. |

| |
| Figura 10: Vista de la Tierra desde el apogeo de una órbita de Mólniya bajo la suposición de que la longitud del apogeo es 90° O. La nave espacial está a una altitud de 39 867 km sobre el punto 90° O 63,43° N. |

| |
| Figura 11: Vista de la Tierra 4 horas después del apogeo desde una órbita de Mólniya bajo el supuesto de que la longitud del apogeo es 90° O. La nave espacial está a una altitud de 24 043 km sobre el punto 92,65° O 47,04° N. |

## Propiedades
Una órbita típica de Mólniya tiene las siguientes propiedades:
- Argumento del perigeo: 270°
- Inclinación: 63,4°
- Período: 718 minutos[1]
- Excentricidad: 0,74
- Semieje mayor 26 600 km

### Argumento del perigeo
El argumento del perigeo se establece en 270°, lo que hace que el satélite experimente un apogeo en el punto más al norte de su órbita. Para cualquier aplicación futura sobre el hemisferio sur, se establecería en 90°.

### Inclinación orbital
En general, la oblicuidad de la Tierra perturba el argumento del perigeo ({\displaystyle \omega }), de modo que cambia gradualmente con el tiempo. Si solo consideramos el coeficiente de primer orden {\displaystyle J_{2}}, el perigeo cambiará de acuerdo con la ecuación 1, a menos que se corrija constantemente con quemaduras de propulsor de mantenimiento de posición.

### Excentricidad
La excentricidad de la órbita se basa en las diferencias en altitudes de su apogeo y perigeo. Para maximizar la cantidad de tiempo que el satélite pasa durante el apogeo, la excentricidad debe establecerse lo más alta posible. Sin embargo, el perigeo debe ser lo suficientemente alto para mantener el satélite sustancialmente por encima de la atmósfera para minimizar la resistencia (~ 600 km), y el período orbital debe mantenerse en aproximadamente medio día sidéreo. Estos dos factores limitan la excentricidad, que se convierte en aproximadamente 0,737.

### Semieje mayor
La altura exacta de un satélite en una órbita de Mólniya varía entre misiones, pero una órbita típica tendrá un perigeo de aproximadamente 600 kilómetros y un apogeo de 39 700 kilómetros, para un semieje mayor de 26 600 kilómetros.